# Гуриб-Факим, Амина
Амина Гураб-Факим (англ. Ameenah Gurib-Fakim, род. 17 октября 1959) — маврикийский биолог и государственный деятель, шестой президент и главнокомандующий Республики Маврикий. 

## Молодость и образование
Родилась в селе Суринаме 17 октября 1959 года у Хассенидже Гуриб и Фирдаус Дургахи. Училась в начальной школе в Сен-Патрис. Затем переехала в монастырь Маебург Лорето, где получила высшее свидетельство об окончании школы в Лорето монастыре. Она окончила Университет Суррея в 1983 году со степенью бакалавра в области химии. После получения докторской степени в области органической химии в университете Эксетера она вернулась домой в 1987 году, где устроилась на работу в Университете Маврикия.

## Личная жизнь
В 1988 году вышла замуж за доктора Анвара Факима, который является хирургом. У неё двое детей: сын и дочь. В настоящее время она житель города Quatre-Bornes на Маврикии. Она живёт с мужем, детьми и со своими пожилыми родителями.

## Карьера
В 1992 году Гуриб-Факим открыла первую в стране лабораторию по изучению медицинского потенциала трав Маврикия.
В 2001 году стала первой женщиной - профессором университета, в 2004 году стала деканом факультета науки и про-вице-канцлером (до 2010 года). Она также работала в научно-исследовательском совете Маврикия в качестве менеджера по исследованиям (1995—1997). Служила в качестве председателя Международного совета по научным союзом Региональное отделение для Африки (2011—2014). Гуриб-Факим также получила множество различных международных наград, включая премию Л’Ореаль-ЮНЕСКО для женщин в науке (2007 г.). Лауреат Национального Экономического и Социального Совета (2007), СТА / НЕПАД / АГРА / РЕФОРУМ «африканские Женщины в науке» и премии африканского союза по делам женщин в науке. Она также выступила командиром ордена Звезды и ключа индийского океана (ЦСК) при тогдашнем президенте Анируде Джагноте в 2008 году за её вклад в образование и научный сектор. Она была награждена орденом «Шевалье де l’Орден Академических пальм» правительством Франции в 2009 году. После вступления в должность президента ей была присуждена высшая гражданская награда — Великий Командор Звезды и Ключа Индийского океана.
В 2011 году перешла на работу управляющим директором ПРИК Рисёч Инновэйшен (бывший Центр Фитотерапия исследований), где работала над исследованием медицинских и питательных свойств местных растений Маврикия.
В декабре 2013 года Амина Гураб-Факим подала жалобу в Комиссию по обеспечению равных возможностей маврикийского языка, утверждая религиозную дискриминацию при рассмотрении её заявки на проректора Университета Маврикия. Следствие обнаружило, что это было не так, но отметило недостатки в процессе отбора. В докладе назвали отсутствие чётких критериев и листов для оценки кандидатов. 

## На посту президента
Гуриб-Факим является первой женщиной, избранной президентом Маврикия и является третьей женщиной, являющейся главой государства Маврикий после Елизаветы II и Моник Осан-Бельпо, которая была исполняющей обязанности президента в 2012 году после отставки президента Анируда Джагнота и в 2015 году после отставки Раджкесвур Пурриага.
В декабре 2014 года она была выбрана кандидатом в президенты от Альянса Лепеп. После того, как Раджкесвур Пурриаг подал в отставку 29 мая 2015 года, премьер-министр Анируд Джагнот и лидер оппозиции Поль Беранже приветствовали её выдвижение, которое было единогласно одобрено на очередном голосовании в Национальном Собрании.
С 2016 года подвергалась критике за сотрудничество с ангольским бизнесменом Собринью, обвинявшимся властями Анголы и Португалии в финансовых махинациях. Она состояла в попечительском совете НКО PEI, которую финансировал Собринью. В апреле 2017 была вынуждена уйти со всех постов в PEI.
В начале марта стало известно о крупных покупках, сделанных Гуриб-Факим с благотворительной банковской карты PEI на личные нужды. 9 марта 2018 года представители правительства объявили о предстоящей отставке президента, вступающей в силу 12 марта. Однако 14 марта 2018 год служба президента объявила, что Амина Гураб-Факим отказывается покинуть пост президента, все расxодованные деньги компенсированы, банковская карточка была непреднамеренно перепутана, так как у президента были 2 идентичные карточки от одного и того же банка. 16 марта Гуриб-Факим сформировала комиссию по расследованию инцидента и деятельности компаний Собринью, действующих на Маврикии.
Перед угрозой импичмента была вынуждена уйти в отставку 23 марта 2018 года.